# Franciszek Słuszkiewicz
Franciszek Słuszkiewicz (ur. 10 października 1875 w Sanoku, zm. 28 lutego 1944 tamże) – polski nauczyciel.

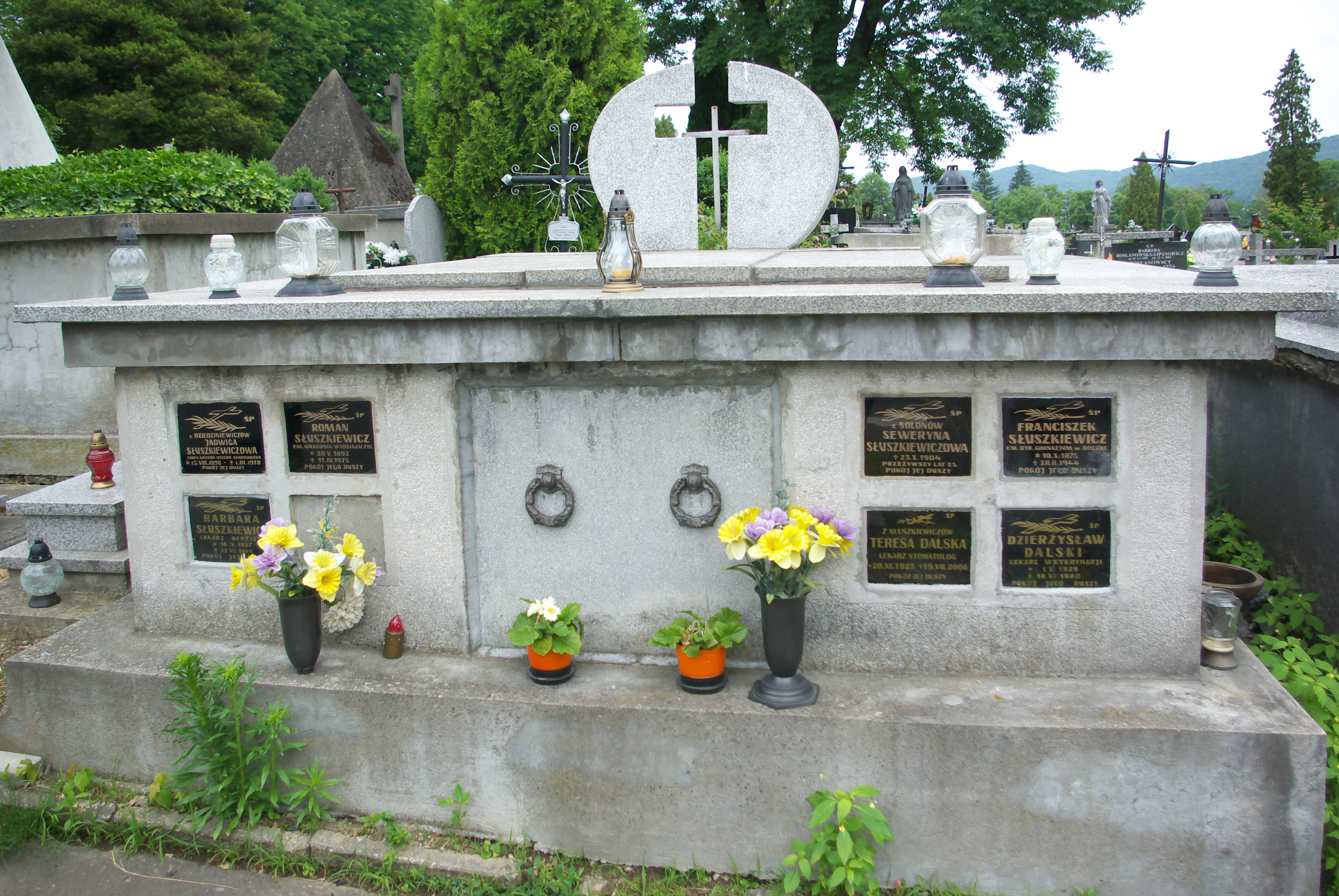
Grobowiec Franciszka Słuszkiewicza

## Życiorys
Urodził się 10 października 1875 w Sanoku. Pochodził z mieszczańskiej rodziny, trudniącej się rzeźnictwem i masarstwem. Jego rodzicami byli Michał (1848-1936, kontynuujący rodzinne tradycje i prowadził zakład masarski, a także burmistrz Sanoka) i Paulina, z domu Dziura (zm. 1926 w wieku 68 lat). Jego rodzice mieli 12 dzieci, z których troje zmarło w dzieciństwie, a dziewięcioro pozostałych to: Franciszek, Józef (1880–1914), Teofila (1882–1951, żona Franciszka Martynowskiego), Maksymilian (1884–1940, urzędnik, ostatni burmistrz Sanoka w II Rzeczypospolitej), Władysława (1886–1971, po mężu Nowotarska, matka Wiesława i Witolda Nowotarskiego - stroiciela instrumentów muzycznych), Emilia (1888–1982), Witold (1890–1914, pisarz, kierownik kółka amatorskiego, zginął pod Kraśnikiem), Roman (1892–1975) i Edmund (1895–1980). Wszyscy z nich ukończyli szkoły, trzech było absolwentami wyższych uczelni. Rodzina Słuszkiewiczów zamieszkiwała w Sanoku przy ulicy Tadeusza Kościuszki 60 (przy tej ulicy działał też sklep wędliniarski Słuszkiewiczów).
Franciszek Słuszkiewicz w 1894 zdał z odznaczeniem egzamin dojrzałości w C. K. Gimnazjum
w Sanoku (w jego klasie byli m.in. Emil Gaweł, Władysław Kucharski). Po maturze miał podjąć studia teologiczne. Od 1 września 1898 do 8 września 1899 był asystentem na Uniwersytecie Lwowskim. Pracował u boku prof. Józefa Puzyny. Podjął pracę nauczyciela od 8 września 1898. Egzamin zawodowy złożył 30 maja 1899. Był kandydatem nauczycielskim, po czym w połowie 1900 został mianowany nauczycielem rzeczywistym w C. K. Gimnazjum w Jarosławiu od 1 września 1900. Był nauczycielem matematyki i fizyki. Dekretem C. K. Ministra Wyznań i Oświaty z 19 czerwca 1906 został przeniesiony z posady profesora jarosławskiego gimnazjum na analogiczne stanowisko do C. K. Gimnazjum w Bochni i pozostawał tam do 1918. Został odznaczony austro-węgierskim Krzyżem Jubileuszowym dla Cywilnych Funkcjonariuszów Państwowych.
Działał w ramach Towarzystwa Szkoły Ludowej, w 1906 został członkiem zarządu koła TSL im. Marii Konopnickiej w Bochni. W 1909 uczył w Krakowie-Podgórzu. Po odzyskaniu przez Polskę niepodległości w okresie II Rzeczypospolitej sprawował stanowisko dyrektora Gimnazjum im. Króla Kazimierza Wielkiego w Bochni (w szkole nauczycielką została wówczas także jego siostra Emilia).
Jako emerytowany profesor gimnazjalny był przewodniczącym komitetu organizacyjnego I Zjazdu Absolwentów z okazji 50-lecia macierzystego sanockiego Gimnazjum im. Królowej Zofii w Sanoku w 1938.
Po wybuchu II wojny światowej 1939 podczas okupacji niemieckiej podjął działalność w ramach tajnego nauczania w Sanoku.
Zmarł 28 lutego 1944 w Sanoku). Został pochowany w grobowcu rodzinnym na cmentarzu przy ul. Rymanowskiej w Sanoku.
Jego pierwszą żoną od 1901 była Seweryna z domu Solon (zm. 1904 w wieku 23 lat). Ich dziećmi byli: Eugeniusz (1901-1981, absolwent bocheńskiego gimnazjum, indolog), Janina (1903-1998, zamężna z Czesławem Rytarowskim). Po śmierci żony Franciszek Słuszkiewicz ożenił się po raz drugi.